# Șevcenkove, Reșetîlivka
Șevcenkove (în ucraineană Шевченкове) este localitatea de reședință a comunei Șevcenkove din raionul Reșetîlivka, regiunea Poltava, Ucraina.

## Demografie
Componența lingvistică a localității Șevcenkove
     Ucraineană (95,58%)
     Rusă (2,46%)
     Română (1,97%)
Conform recensământului din 2001, majoritatea populației localității Șevcenkove era vorbitoare de ucraineană (95,58%), existând în minoritate și vorbitori de rusă (2,46%) și română (1,97%).